# Рисовая каша
Ри́совая ка́ша — каша из риса. Для приготовления блюда рис варят в воде или молоке, пока он не разварится. Для азиатской кухни характерно блюдо известное среди прочих названий как конджи, с использованием очень большого объёма воды (может в 10 раз превышать объём риса).

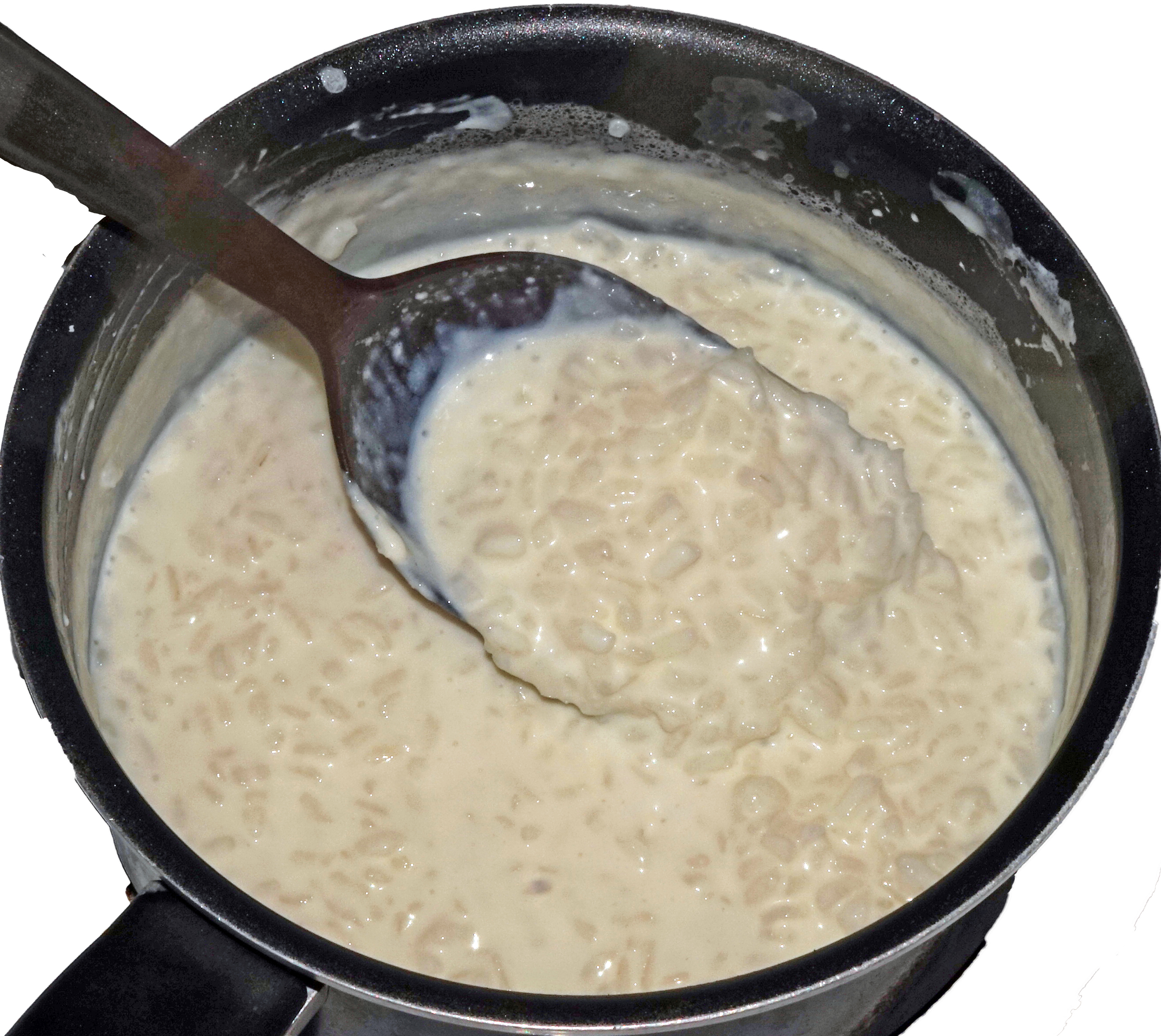
Рисовая каша на молоке

## В России
В России рисовая каша чаще всего варится на молоке, нередко с добавлением сахара по этому рецепту. Сваренная на воде может служить начинкой для пирогов или для пирожков или гарниром к другим блюдам.

## В Восточном Средиземноморье (Крит, Сирия, Ливан)
Приготовленная по этому рецепту рассыпчатая рисовая каша используется как самостоятельное блюдо или как гарнир к мясу, рыбе, овощам.

## В Китае
Сильно разваренная рисовая каша на воде (кит. 粥; zhōu; чжоу) является популярным блюдом для завтрака в Китае. Она готовится без сахара и её часто едят с чем-нибудь соленым, например, квашеной капустой или редькой, или «тысячелетними яйцами». В англоязычных источниках подобная каша часто называется «конджи» (congee), вероятнее всего от тамильского «канджи» (там. கஞ்சி), возможно через посредство португальского языка, поскольку впервые англичане встретились с этим блюдом в Южной Индии, в португальской колонии Гоа, а не в Китае.

## В Корее

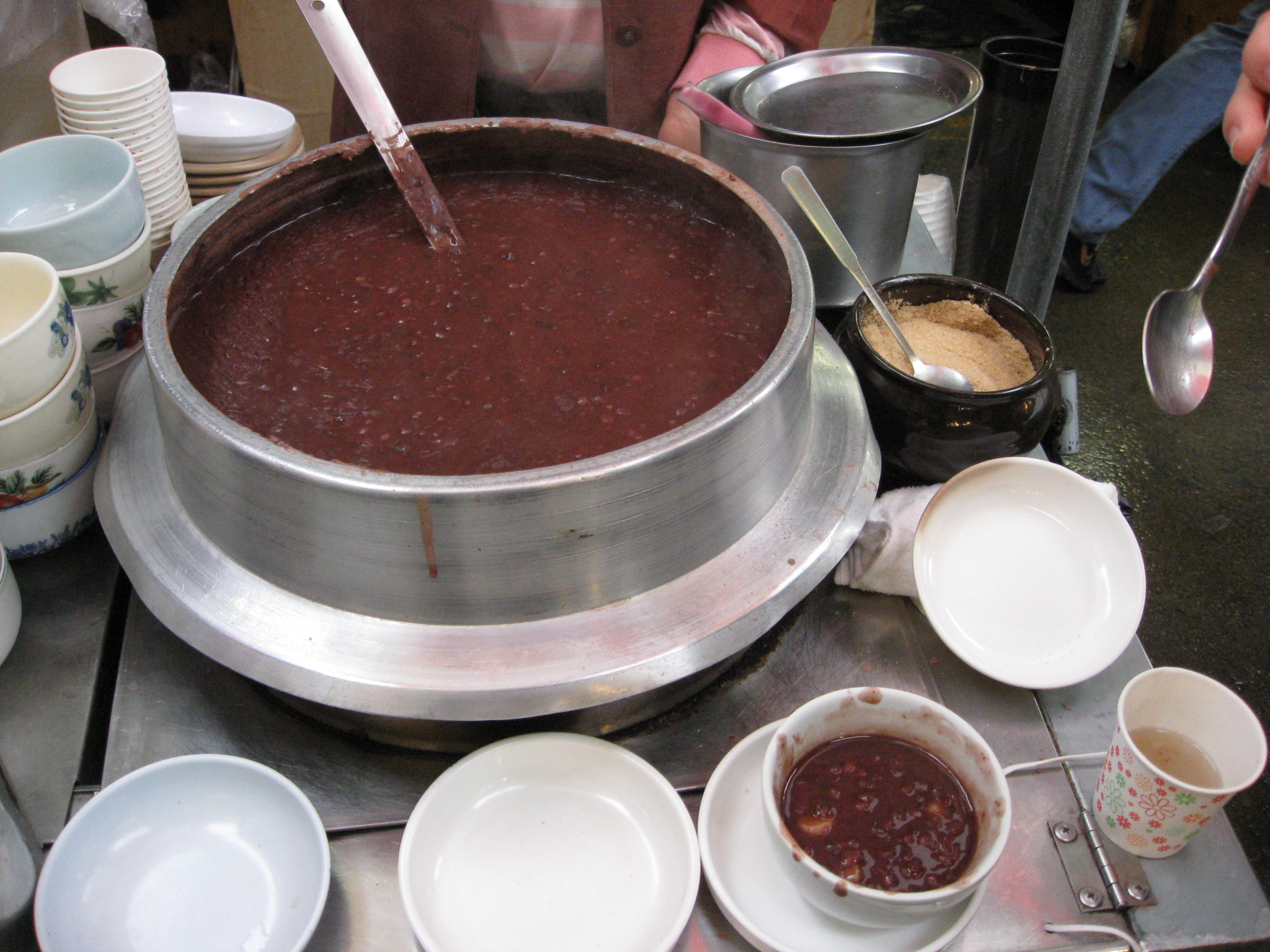
Пхатчук

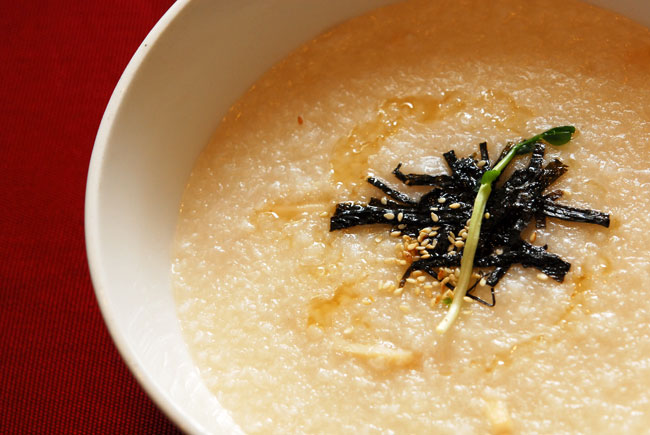
Чонбокчук без внутренних органов морского ушка

Чук (죽) — блюдо корейской кухни, может готовиться из риса, фасоли адзуки с морепродуктами, грибами, орехами. К чуку подают разнообразные панчханы, например, кимчхи. Исторически подавалась на завтрак, но в настоящее время может быть подана в любое время дня. Считается, что чук очень полезен и ускоряет выздоровление.
Пхатчук (кор. 팥죽?, 팥粥?) — сладкая каша из фасоли адзуки. Подаётся горячей. Традиционное зимнее блюдо, на праздник зимнего солнцестояния поедается с клёцками.
Чонбокчук — рисовая каша с морским ушком и белым рисом. Считалась престижным блюдом и подавалась на завтрак высокопоставленным корейцам.
Чатчук (кор. 잣죽?, 잣粥?) — замоченный рис и тёртые кедровые орехи вываривают в воде, солят, украшают кедровыми орехами и зизифусом. Чатчук считается в Корее полезным, хотя из-за наличия в рецептуре дорогостоящих кедровых орехов он не входит в список ежедневно употребляемых блюд.
Хэнинчук (кор. 행인죽?, 杏仁粥?)— варёный с тёртыми абрикосовыми косточками рис.
Хыгимчачук (кор. 흑임자죽?, 黑荏子粥?) — варёный с тёртым чёрным кунжутом рис. Может быть подслащен мёдом или посолен.
Тхаракчук (кор. 타락죽?, 駝酪粥?) — варёный в коровьем молоке рис. Также называется уючук (우유죽), оба названия означают «чук с коровьим молоком». Слово тхарак происходит от монгольского слова тарак. Рецепт тхаракчука содержится в записях династии Чосон.
Чангукчук (кор. 장국죽?, 醬粥?) — говядина, варёная с шиитаке.

## В Японии
Разваренная рисовая каша на воде, подобная китайской, называется в Японии «окаю» (яп. お粥) и считается традиционным блюдом для больных и выздоравливающих, подобно куриному супу в русской или американской кухне. Она менее разваренная, чем китайский вариант (не более 7 частей воды на 1 часть риса, в отличие от популярного в Китае соотношения 12:1), и тоже никогда не употребляется в сладком виде. Часто окаю посыпают фурикакэ или сдабривают несколькими ложками даси. Также окаю заправляют луком, мисо, солёным лососем, красной икрой или квашеной сливой умэбоси.

## В Индии
В Индии подают десерт из сильно разваренной рисовой каши на молоке (хинди खीर; кхир), напоминающий сгущённое молоко.

## В Таиланде
В кухне Таиланда рисовая каша известна как чок (тайск. โจ๊ก, слово заимствовано из китайского языка). Часто подают на завтрак с сыром или яйцами.